# Canon V-25
Canon V-25 (V-25) је био кућни рачунар фирме Кенон (Canon) који је почео да се производи у Јапану од 1984?. године.
Користио је Z80A као микропроцесор. RAM меморија рачунара је имала капацитет од 64 kb. 

## Детаљни подаци
Детаљнији подаци о рачунару V-25 су дати у табели испод.
|                       |                                                 |
| [ 1 ]                 |                                                 |
| Произвођач            | Кенон                                           |
| Тип                   | кућни рачунар                                   |
| Меморија              | 64                                              |
| Поријекло             | Јапан                                           |
| Година                | 84 ?                                            |
| Тастатура             | QWERTY, механичка тастатура                     |
| Процесор              |                                                 |
| Фреквенција процесора | 3,6 ?                                           |
| RAM                   | 64                                              |
| ROM                   | 32                                              |
| Текст                 | 40 x 24 или 80 x 24                             |
| Графика               | све до 512 x 424 са 16 боја од 512-бојне палете |
| Боја                  | 512                                             |
| Звук                  | General Instrument AY-2-8910 генератор звука    |
| Димензије             | непознато                                       |
| Портови               |                                                 |
| Оперативни систем     |                                                 |